# Veronica Herța
Veronica Herța (n. 16 mai 1979) este o economistă și politiciană din Republica Moldova, care în prezent este directoare a Direcției generale finanțe din cadrul Primăriei municipiului Chișinău. Din decembrie 2014 până în ianuarie 2015 a fost deputat în Parlamentul Republicii Moldova în fracțiunea Partidului Liberal (PL).
Ea este și vicepreședinte al Partidului Liberal și președinte al Organizației Teritoriale PL Buiucani.
Veronica Herța a fost aleasă în funcția de deputat la alegerile parlamentare din noiembrie 2014, fiind plasată pe locul 9 în lista candidaților Partidului Liberal. Și-a depus mandatul în ianuarie 2015 în legătură cu incompatibilitatea funcțiilor, locul său în parlament fiind luat de Mihaela Iacob.
La alegerile locale generale din Chișinău din 2011 a candidat la funcția de consilier municipal de pe poziția a 5-a în lista PL iar la alegerile locale generale din 2015 de pe poziția a 2-a. De fiece dată a renunțat la funcția de consilier în favoarea celei de directoare a Direcției generale finanțe a Primăriei municipiului Chișinău.
Veronica Herța a absolvit Academia de Studii Economice din Moldova (ASEM), specialitatea Finanțe și Asigurări, în anul 2001. Buneii săi au fost deportați în Siberia în 1949 și tot acolo s-a născut și tatăl ei.